# Hugh McDonald
Hugh John McDonald (Filadelfia, 28 de diciembre de 1950) es el bajista de la banda estadounidense Bon Jovi desde 1994. Sustituyó a Alec John Such. En 2018, fue incluido en el Salón de la Fama del Rock and Roll como miembro de Bon Jovi. [ 1 ] A pesar de haber llevado tantos años con el grupo, no se le consideró miembro oficial hasta 2016, de la mano del nuevo álbum "This House Not For Sale". Vale aclarar que componía el bajo para estudio de Bon Jovi desde 1983. En 1994, tras la salida de Alec, a Hugh se le propone ser miembro oficial, cosa que este rechaza debido a que no siendo miembro oficial puede trabajar con otras bandas. Sin embargo, hasta el día de hoy, Hugh sigue trabajando con Bon Jovi al 100% en estudio y en vivo.
También ha colaborado en los álbumes solistas de Richie Sambora y Jon Bon Jovi, además de haber trabajado con músicos de la talla de Alice Cooper o Ringo Starr
- Datos: Q342924
- Multimedia: Hugh Mc Donald (musician) / Q342924